# برج ابي حيدر
برج أبي حيدر هو اسم لإحد أحياء مدينة بيروت اللبنانية وتقع منطقة برج أبي حيدر، التابعة للمزرعة عقارياً، بين منطقة سليم سلام غرباً ومنطقة البسطة شرقاً ومنطقة حوض الولاية شمالاً ومنطقة كورنيش المزرعة ـ بربور جنوباً.

## أصل التسمية
تتميز منطقة «برج ابي حيدر» بالعلو والارتفاع نسبة لغيرها من مناطق بيروت باستثناء تلة الخياط. لذلك اختارت الدولة العثمانية لها برجاً يتم من خلاله مراقبة الأعداء من كل الاتجاهات. وقد نسب هذا البرج إلى أحد القاطنين بقربه ويدعى «أبو حيدر حمود». وكان البرج يقع بالقرب من مسجد «برج ابي حيدر» الذي ما زال قائماً.

## جغرافية المنطقة ومعالمها
تتمتع بخصائص جغرافية نظراً لارتفاعها ولكونها محوراً وسطياً تفضي منافذه إلى وسط بيروت واوتوستراد الجنوب والبحر. وتنطوي على كثافة سكانية يغلب عليها بالدرجة الأولى السنة والشيعة، فيما المسيحيون والدروز أقليات.
وكانت هذه المنطقة في العهد العثماني خالية تقريباً من السكان، يضيف، إلا قلة بدأت تبني البيوت القرميدية الأثرية، وما يزال بعضها قائماً.
في فترة ما قبل الحرب الأهلية اللبنانية، كانت هذه المنطقة مصيفاً لكونها الأعلى بين المناطق المحيطة. من هنا استُهل اسمها بكلمة «برج»، واختيرت كمكان للخزان الذي يوزع المياه إلى أنحاء العاصمة. كانت مطلة على البحر و«مطار بيروت الدولي» القديم الذي كان قائماً في منطقة الجناح. لذلك كان الاهالي يصطافون فيها، كما كان يستأجر «ضيوفها» بعض قصورها ومنازلها القديمة في موسم الصيف. اما اليوم، فقد فقدت «برج ابي حيدر» بعض ميزاتها بسبب العمران.